# Пивоваров, Василий Сергеевич
Василий Сергеевич Пивоваров (1915, село Александровка — 1989, место смерти неизвестно) — бригадир тракторно-полеводческой бригады совхоза «Александровский» Кустанайского района Кустанайской области, Казахская ССР. Герой Социалистического Труда (1971).

## Биография
Родился в 1915 году в крестьянской семье в селе Александровка (сегодня — Костанайский район Костанайской области). Трудовую деятельность начал подростком, работая по найму. В 1929 году вступил в колхоз имени III Интернационала Кустанайского района. С 1939 года — шофёр в этом колхозе, который позднее был преобразован в Александровскую МТС. С 1953 года — председатель Александровского сельского потребительского общества, учётчик, помощник бригадира полеводческой бригады. В 1959 году возглавил тракторно-полеводческую бригаду совхоза «Александровский» Кустанайского района.
Бригада Василия Пивоварова досрочно выполнила задания Восьмой пятилетки (1966—1970). Указом Президиума Верховного Совета СССР «О присвоении звания Героя социалистического Труда передовикам сельского хозяйства Казахской ССР» от 8 апреля 1971 года за выдающиеся успехи, достигнутые в развитии сельскохозяйственного производства и выполнении пятилетнего плана продажи государству продуктов земледелия и животноводства удостоен звания Героя Социалистического Труда с вручением ордена Ленина и золотой медали «Серп и Молот».
Воспитал десять детей. В 1977 году вышел на пенсию.